# Верхняя Красная Горка
 Верхняя Красная Горка  — посёлок в Моркинском районе Республики Марий Эл. Входит в состав Красностекловарского сельского поселения.

## География
Находится в юго-восточной части республики Марий Эл на расстоянии приблизительно 27 км по прямой на юг-юго-запад от районного центра посёлка Морки.

## История
Основан в конце XIX века лесопромышленником Булыгиным для обеспечения сезонных работ по заготовке леса. В 1930-х годах стал постоянным поселением. В середине 1950-х годов лесозаготовки прекратились. Жители начали уезжать. В 2004 году было 5 домов (2 дачных).

## Население
Население составляло 5 человек (мари 60 %, русские 40 %) в 2002 году, 2 в 2010.